# Jan Waren
Jan Waren, född 1948, är en svensk jurist som var lagman i Falköpings tingsrätt från 1995 till 2001 samt i Halmstads tingsrätt från 2001 till 2013.
Waren utnämndes till rådman i Jönköpings tingsrätt 19 november 1992. Den 26 januari 1995 utnämndes han till lagman i Falköpings tingsrätt. och den 22 mars 2001 till lagman i Halmstads tingsrätt.